# Fastball (Band)

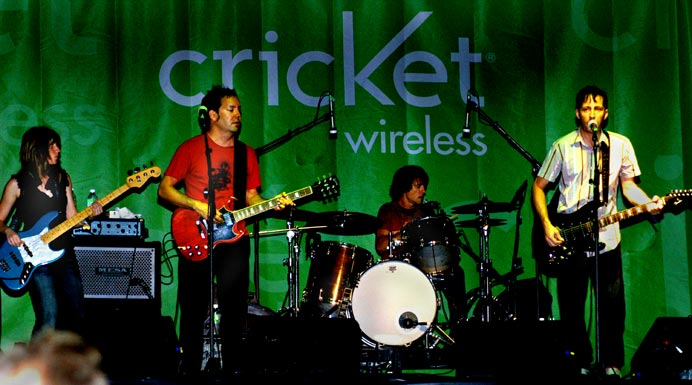
Fastball in Austin Texas (2006)

Fastball ist eine 1994 gegründete Rockband aus Austin, Texas.

## Bandgeschichte
1996 veröffentlichte die Band ihr Erstlingswerk namens Make Your Mama Proud. 1998 kam dann der Durchbruch mit All the Pain Money Can Buy. Auf dieser Platte fand sich die Singleauskopplung The Way, welche die Modern Rock-Charts des Billboard sieben Wochen lang anführte und der Band zwei Grammy-Nominierungen einbrachte. Das Lied kam auch international in die Charts, in Deutschland erreichte es Rang 66, in den UK-Charts Rang 21. Im Jahr 2001 interpretierte der italienische DJ Gigi D’Agostino das Lied auf seinem Album L’amour toujours neu. 1998 wurden Fastball bei den MTV Video Music Awards als Best New Artist nominiert.
Im Jahr 2000 veröffentlichten Fastball The Harsh Light of Day. 2002 folgte eine „Best of“-Scheibe mit dem Titel Painting the Corners. Ein Jahr später folgte mit Live from Jupiter Records eine Live-CD, auf der sich neben alten Hits auch schon Stücke des 2004er Albums Keep Your Wig On befanden. Nach der Veröffentlichung von Keep Your Wig On wurde es still um die Band. 2006 widmeten sich alle Bandmitglieder ihren Soloprojekten.

## Diskografie

### Alben
- 1996: Make Your Mama Proud
- 1998: All the Pain Money Can Buy
- 2000: The Harsh Light of Day
- 2002: Painting The Corners: The Best of Fastball
- 2003: Live From Jupiter Records
- 2004: Keep Your Wig On
- 2009: Little White Lies
- 2017: Step Into Light
- 2019: The Help Machine
- 2022: The Deep End
- 2023: Smashed Hits!
- 2024: Sonic Ranch

### Singles
- 1998: The Way (US: Gold)
- 1998: Fire Escape
- 1999: Out of My Head
- 2000: You’re an Ocean

## Auszeichnungen für Musikverkäufe
| Goldene Schallplatte - Australien - 1998: für die Single The Way - Schweden - 1998: für die Single The Way | Platin-Schallplatte - Kanada - 1998: für das Album All the Pain Money Can Buy |

Anmerkung: Auszeichnungen in Ländern aus den Charttabellen bzw. Chartboxen sind in ebendiesen zu finden.
| Land/RegionAuszeichnungen für Musikverkäufe (Land/Region, Auszeichnungen, Verkäufe, Quellen) | Gold     | Platin     | Verkäufe  | Quellen         |
| -------------------------------------------------------------------------------------------- | -------- | ---------- | --------- | --------------- |
| Australien (ARIA)                                                                            | Gold1    | —          | 35.000    | aria.com.au     |
| Kanada (MC)                                                                                  | —        | Platin1    | 100.000   | musiccanada.com |
| Schweden (IFPI)                                                                              | Gold1    | —          | 15.000    | ifpi.se         |
| Vereinigte Staaten (RIAA)                                                                    | Gold1    | Platin1    | 1.500.000 | riaa.com        |
| Insgesamt                                                                                    | 3× Gold3 | 2× Platin2 |           |                 |